# Phyllobates
A Phyllobates a kétéltűek (Amphibia) osztályának békák (Anura) rendjébe, a nyílméregbéka-félék (Dendrobatidae) családjába, azon belül a Dendrobatinae alcsaládba tartozó nem.

## Előfordulásuk
A nembe tartozó fajok Közép- és Dél-Amerika Nicaraguától Kolumbiáig fekvő területein honosak.

## Taxonómiai helyzete
Korábban a Phyllobates nembe tartozott sok faj, melyeket jelenleg a Ranitomeya nembe sorolnak.

## Rendszerezés
A nembe az alábbi fajok tartoznaK:
- Phyllobates aurotaenia (Boulenger, 1913)
- Phyllobates bicolor Duméril & Bibron, 1841
- Phyllobates lugubris (Schmidt, 1857)
- Rettenetes nyílméregbéka (Phyllobates terribilis) Myers, Daly & Malkin, 1978
- Phyllobates vittatus (Cope, 1893)